# Schismogenèse
 (avril 2013).
Si vous disposez d'ouvrages ou d'articles de référence ou si vous connaissez des sites web de qualité traitant du thème abordé ici, merci de compléter l'article en donnant les références utiles à sa vérifiabilité et en les liant à la section « Notes et références ».
En psychologie et anthropologie, la schismogenèse (littéralement schisme : « division, séparation », et genèse : « création ») désigne un processus de différenciation des normes de comportements d'un individu ou d'un groupe social. Le concept est créé par l'anthropologue, psychologue et épistémologue anglais Grégory Bateson lors de son étude du peuple des Iatmul et représente une esquisse de la notion de double-bind (double contrainte) que Bateson proposera en 1956 pour tenter d'expliquer certaines causes de la schizophrénie. Il est pratiquement inutilisé dans les études plus récentes hormis quelques exceptions.

## En anthropologie
Le concept de schismogenèse a été développé par Bateson après qu'il en ait observé l'incarnation chez les Iatmul entre 1927 et 1931; cela donna lieu à Epilogue 36 dans son ouvrage Naven publié en 1935. Il s'agit d'un processus de différenciation qui prend une forme symétrique ou une forme complémentaire. Ce concept est utilisé pour tenir compte de certaines formes de comportement social entre les groupes. Ce concept, comme celui de double contrainte (double bind, en anglais) est l'un de ceux de la pensée batesonnienne qui a le plus influencé les sciences humaines et notamment les sciences du comportement . La schismogenèse est observée lorsque l'on pratique l'analyse interactionnelle de certains comportements humains.

Dans leur ouvrage collectif, David Graeber et David Wengrow réemploient le concept de schismogenèse défini comme "le résultat d'une différenciation réciproque consciente" entre plusieurs groupes sociaux-culturels proches mais distincts par certains traits. Ils appliquent ainsi le concept à leur étude des sociétés préhistoriques, par exemple celles des Amérindiens de la côte Pacifique (de la Californie à l'Ouest du Canada) afin de montrer que ces populations ont pu évoluer "en miroir inversé" les unes par rapport aux autres. Par exemple, les Yuroks du Nord-Ouest californien (et d'autres tribus formant une "mosaïque du Pacifique", les Karuks, les Hupas ou les Tolowas) se distinguaient de leurs voisins situés plus au nord (comme les Kwakiutls) sur de nombreux traits culturels, comme la pratique de l'esclavage (rare chez les Yuroks), car elle ne correspondait pas à leur système de valeur morale et politique; tandis que chez les Kwakiults, l'esclavage était systémique et intense (près du quart de la population y était servile au XVIIIè siècle), cette pratique étant pour eux un moyen de garantir une forme de "paix sociale" interne (la main d’œuvre kwakiutle était nombreuse, mais refusait de travailler le poisson, tâche accomplie par des esclaves). 
Ils appliquent la même perspective pour expliquer les différences culturelles entre les premières populations sédentarisées à pratiquer l'agriculture (pas de manière exclusive) dans le "Croissant fertile" entre 10 000 et 7 000 avant notre ère (à savoir deux manières totalement opposées d'exposer des crânes humains, entre les populations installées dans les plaines alluviales et celles des hautes-terres). 
Pour Graeber et Wengrow, l'emploi de ce concept permet de dépasser le poids des déterminismes classiques (environnementaux par exemple) lorsqu'on veut expliquer l'évolution des sociétés : les humains sont capables, individuellement et collectivement, d'observer leurs voisins, et de "choisir" de les imiter ou pas. Bien conscients que les déterminismes sont essentiels pour appréhender l'évolution des sociétés, ils mettent aussi en avant une forme d’autodétermination politique, consciente, des groupes humains, de la préhistoire jusqu'à aujourd'hui, avec un accent mis sur les formes de décisions collectives. L’adoption de tel trait culturel (comme la pratique de l'esclavage) peut être aussi l'émanation de conflits sociaux, et de consensus politiques. 

### Schisme comportemental visible et schisme causal interne
Ainsi, selon Bateson, le schisme visible est celui des deux comportements de la mère. Le schisme intérieur est celui de deux dynamiques mentales opposées. Diverses situations peuvent être observée lorsqu'une personne en schismogenèse s'exprime.

### Le schisme intra instinctuel
Dans les espèces où le petit a besoin d'un temps de protection maternelle ou paternelle après sa naissance existe un programme instinctuel de protection.
Chez l'être humain en particulier, ce programme serait en conflit permanent avec le programme du désir mimétique qui est la cause :
- d'une rivalité mère enfant,
- d'une attraction de la mère vers d'autres objets du désir potentiellement plus intéressants que l'enfant.

Dans ce cas, il y a conflit entre deux instincts.

### Le schisme instinct/devoir
Une autre lecture possible est que la mère établit une relation verbale avec l'enfant par « devoir maternel », sous le regard du groupe et de sa conscience morale.
Son comportement non verbal traduit alors le besoin de solitude, celui d'aller vers d'autres objets du désir, etc.
Le conflit est entre le devoir et le besoin/désir.

### Le schisme peur/devoir
On observerait des dynamiques schismogenésiques lorsque la mère a très peur d'être abandonnée. C'est le cas en particulier à l'âge où l'adolescent commence à « sortir ».
D'une part, la mère lui pose l'injonction verbale « Deviens adulte ! Sors ! ». D'autre part, la mère montre par une mimique son intense désarroi, sa peur de mourir de solitude.
Le schisme de la mère se « transmet » et devient le schisme, la « schize » de l'adolescent[pas clair]. Le mot schisme vient du grec ancien σχισμός / skhismós, qui signifie « séparation », du verbe σχίζω / skhízô, « couper, fendre ».

## La schismogenèse symétrique
La schismogenèse symétrique décrit des stratégies de compétition et d'indépendance. Elle désigne une situation de « course aux armements ».
Si A fait quelque chose, B fera mieux encore, puis A surenchérira et ainsi de suite. Dans les interactions entre individus, elle se caractérise par "des comportements similaires de part et d'autre. Par exemple, si la vantardise est un comportement social valorisé, il peut y avoir surenchère entre deux individus- ou entre deux groupes-chaque vantardise de l'un amenant plus de vantardise chez l'autre".

## La schismogenèse complémentaire
La schismogenèse complémentaire décrit des stratégies d’assistance et de dépendance. Elle désigne une situation de type « mère-enfant » ou « relation conjugale » dans laquelle chaque intervention des participants provoque des réactions de plus en plus divergentes et émotives.
La schismogenèse complémentaire possèderait des bases neuro-bio-psychologiques qui poussent inévitablement deux personnes qui s'aiment et de bonne foi à des difficultés de communication de plus en plus grandes. La tension provoquée par cette schismogenèse complémentaire serait à l'origine de la majorité des disputes de couples et des explosions de violence verbale et physique trop souvent rencontrées dans la vie conjugale et familiale.